# Resilienz (Systemtheorie)

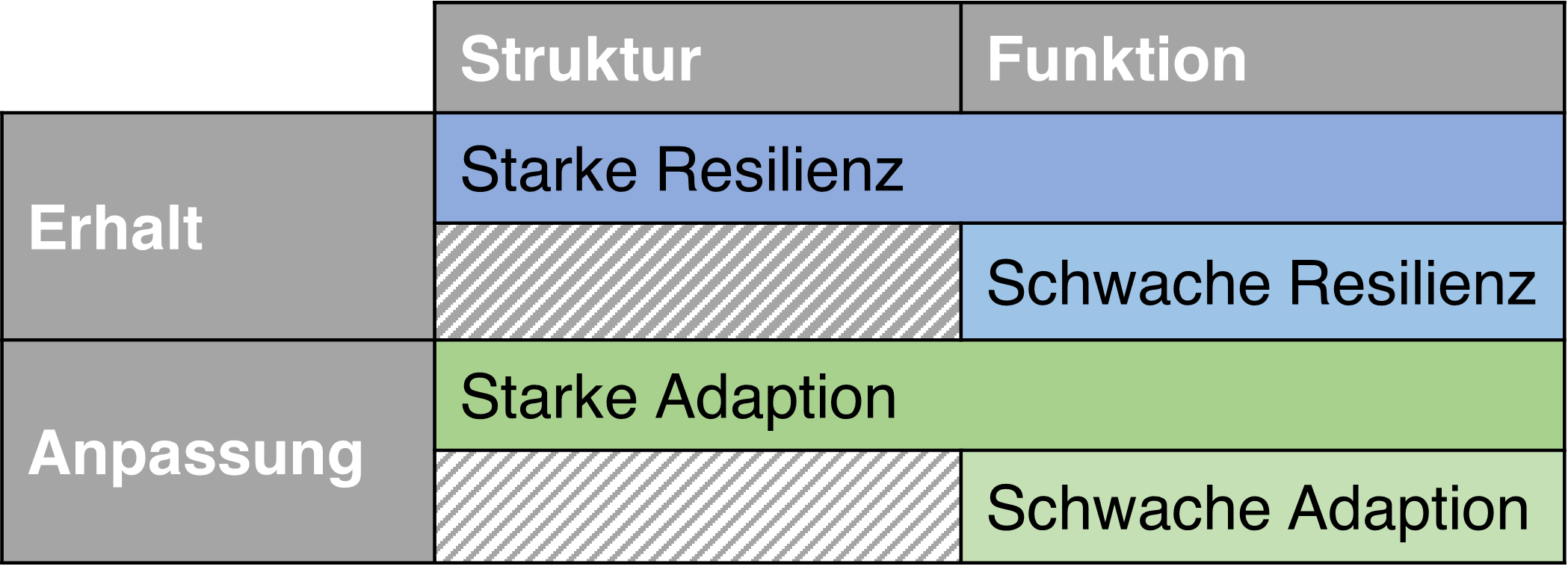
Resilienzdefinitionen in schematischer Darstellung (Nisioti et al. 2023)

Resilienz beschreibt die Fähigkeit eines Systems, sich angesichts geänderter äußerer Effekte selbst zu erhalten. Dies kann je nach Disziplin durch unterschiedliche Fähigkeiten erreicht werden. Die System- und Komplexitätsforschung bemüht sich daher um eine einheitliche Definition des vielerorts als relevantes Forschungsfeld eingestuften Begriffs.
Demnach kann Resilienz unabhängig von domänenspezifischen Definitionen in
- Anpassung des Funktionsumfangs (schwache Adaption)
- Anpassung von Struktur und Funktionsumfang (starke Adaption)
- Erhalt des Funktionsumfangs (schwache Resilienz)
- Erhalt der Struktur und des Funktionsumfangs (starke Resilienz)

unterschieden werden.
Die Resilienz eines Systems wird in der Regel als Prozess eines offenen Systems betrachtet, in dem die Abwägung von Optimierungskonflikten (Trade-offs) erfolgt. Damit ist die Betrachtung resilienter Systeme mit Konnektivität, seinem Verständnis als lernende Entität sowie einer durch Diversität gespeisten Redundanz verbunden.